# Diego Ibáñez Inglés
Diego Ibáñez Inglés ( - Cullera, 15 de agosto de 1987) fue un militar español. Coronel de Infantería, estuvo implicado en el golpe de Estado del 23 de febrero de 1981, por lo que fue condenado a diez años de prisión por un delito consumado de rebelión militar en 1981.

## 23-F
En febrero de 1981 era coronel, segundo jefe del Estado Mayor de la III Región Militar, bajo las órdenes de Jaime Milans del Bosch. En la tarde del 23 de febrero de 1981, minutos después de que el teniente coronel Antonio Tejero asaltase el Congreso de los Diputados, redactó el parte que declaraba el estado de Guerra en su región militar. El bando, inspirado en el histórico manifiesto del general Mola redactado en Pamplona el 18 de julio de 1936, tras el visto bueno de Milans, fue difundido por radio y enviado a la prensa. Antes que un bando de estado de guerra parecía más bien una declaración de estado de sitio.
Condenado a 5 años por el CSJM, el Tribunal Supremo elevó la pena a 10 años, con la accesoria de separación militar.

#### Testimonio
En 2009, pasados 28 años del intento de Golpe de Estado, un teniente coronel testigo de los hechos en la Capitanía General de Valencia hizo unas declaraciones al diario Levanteː

"A primera hora de la mañana el 2.º Jefe de Estado Mayor, el coronel Diego Ibáñez Inglés, nos convocó a una reunión para informarnos que esa misma tarde iban a producirse hechos graves para los que teníamos que estar preparados. No dijo, ni contestó, sobre la naturaleza de tales hechos, pero tuve la certeza de que se preparaba algún atentado que reclamaría nuestra intervención. Le formulé dos preguntas: Si iba a ser una situación general y si el Rey intervendría. A la primera contestó con un escueto: "Sí", y a la segunda: "Es conocedor"."
Declaraciones de J.F.F., teniente coronel de Estado Mayor.

## Otros implicados en el 23-F
- Jaime Milans del Bosch
- Alfonso Armada
- Antonio Tejero Molina
- Ricardo Pardo Zancada